# 치안법원 (러시아)
치안법원(magistrates' court)은 러시아의 형사 법원 중 하나이다.
징역 3년 이하의 형사사건을 치안판사가 재판한다.

## 역사
러시아 제국의 알렉산더 2세는 1864년 사법 개혁을 통해 영국의 치안판사(Justice of the Peace) 제도를 수입했다.